# Indicatore di direzione

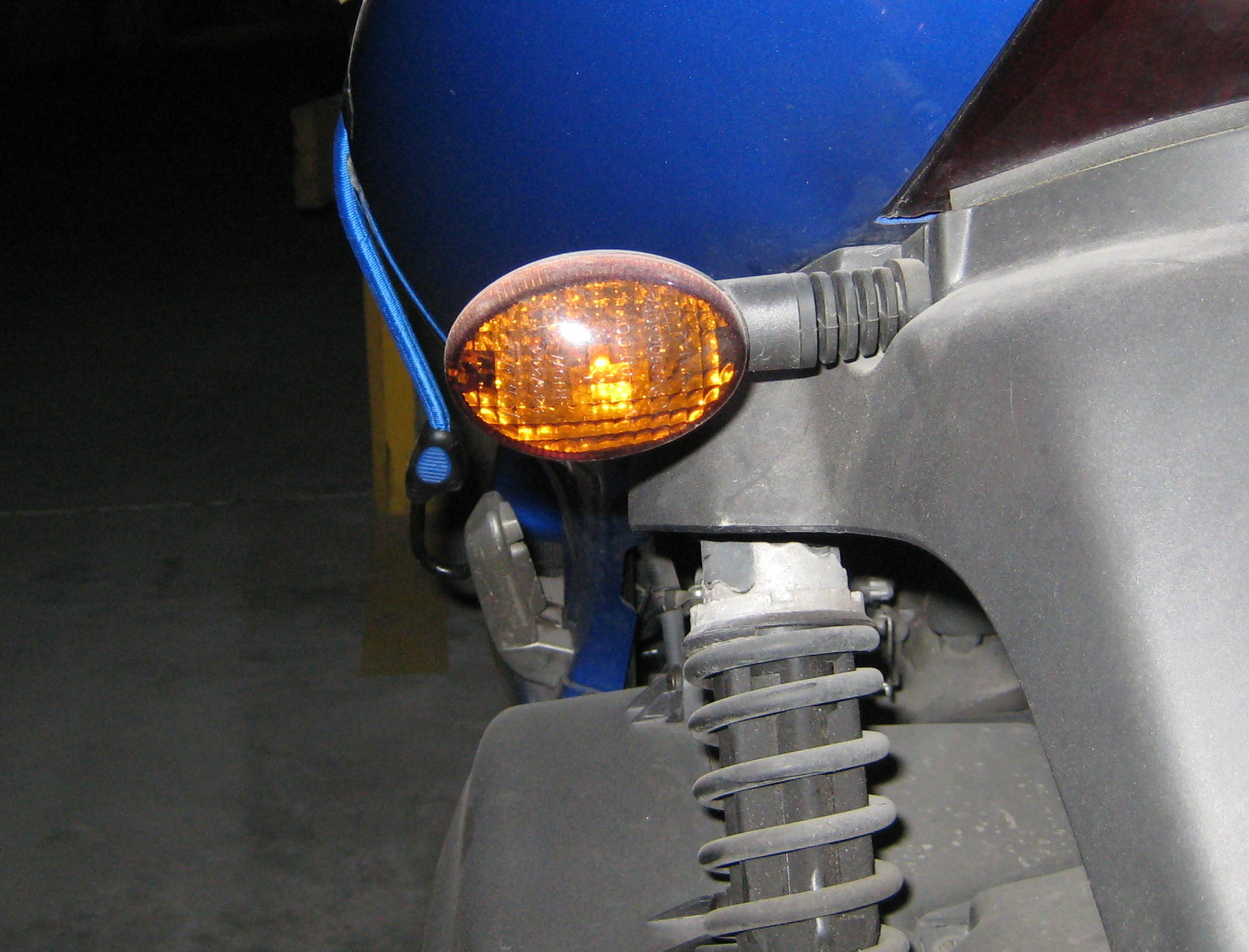
L'indicatore di direzione posteriore di uno scooter

L'indicatore di direzione, comunemente detto freccia o lampeggiatore, è un terminale del dispositivo di segnalazione, in dotazione a un veicolo stradale, avente la principale funzione di segnalare preventivamente a terzi i mutamenti della direzione di marcia del veicolo stesso.
L'attivazione contemporanea di tutti i lampeggiatori di un veicolo ha lo scopo di segnalare una situazione di emergenza dovuta ad un guasto o altro, da cui l'espressione popolare "fermo con le quattro frecce".

## Etimologia

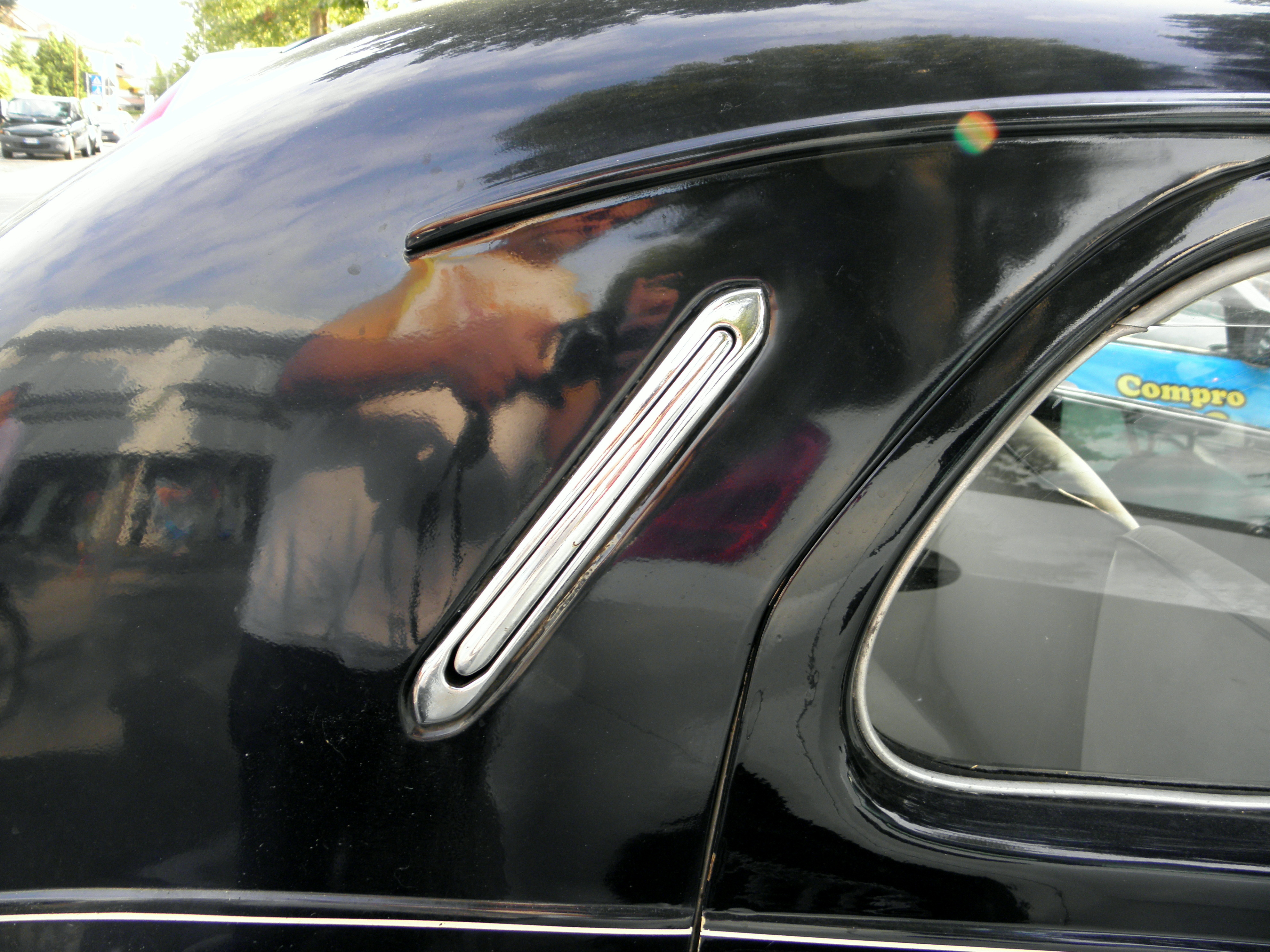
La freccia a bacchetta di una Lancia Ardea del 1939

Il termine popolare "freccia", in questa accezione, deriva dalla tipologia degli indicatori di direzione montati sulle autovetture fino agli anni '40 del XX secolo.
Tali indicatori, infatti, consistevano in  bacchette metalliche, vagamente a forma di dardo, incernierate sulle due fiancate della carrozzeria che fuoriuscivano a scatto, al comando manuale del conducente, per segnalare al veicolo successivo l'eventuale cambio di direzione.
Negli anni '50, quando le frecce a bacchetta furono sostituite da indicatori luminosi a luce intermittente, a "freccia" venne affiancato il sinonimo "lampeggiatore".

## Descrizione

Spia dell'indicatore di direzione attivo

Gli indicatori di direzione sono tipicamente delle luci arancioni presenti sia anteriormente che posteriormente. L'intera copertura in plastica della lampadina deve essere arancione, oppure può essere trasparente, ma deve contenere una lampadina arancione. In alcuni casi tuttavia possono essere di colore diverso: negli Stati Uniti molti veicoli hanno due (una per lato) luci di colore rosso che fungono sia da stop che da indicatori di direzione posteriori; in Italia molte auto (come la Fiat Nuova 500), grazie ad una norma (abrogata nel 1977) che imponeva che le frecce anteriori fossero di colore bianco, utilizzavano un'unica luce a doppio filamento come indicazione di direzione e luce di posizione anteriore.

### Numero
Le frecce sono disposte sul veicolo e possono andare da un numero minimo di 4 indicatori direzionali, come nel caso delle motociclette, ad un numero massimo di circa 8 frecce, come nel caso dei bus, mentre nelle automobili abbiamo generalmente 6 frecce, disposte due davanti, due dietro (come le motociclette) e due laterali, che possono trovarsi sulle fiancate o negli specchietti retrovisori.

### Intermittenza
L'intermittenza delle frecce viene determinata dal dispositivo d'intermittenza e dalla potenza delle frecce. Infatti nella maggior parte dei casi la potenza d'assorbimento delle frecce influisce sulla frequenza d'intermittenza, la quale diminuisce con l'aumentare della potenza; a causa di questo solitamente una lampadina bruciata (che inevitabilmente determina un calo della potenza assorbita) porterà a un'intermittenza più veloce, inoltre a volte può capitare che una volta sostituita una freccia (o anche una qualsiasi lampadina) con un modello diverso si ha un'intermittenza diversa e in alcuni casi quasi nulla (come nel caso di frecce a led). Per risolvere quest'ultimo problema o inconveniente è sufficiente mettere in parallelo alle nuove frecce una resistenza che assorba la differenza di potenza che si ha tra le vecchie frecce e le nuove frecce.

Questo perché le resistenze messe in parallelo formano quella parte di carico elettrico che è venuto meno con le nuove frecce; per poter determinare di quanto deve essere il carico della resistenza (una per ogni lato), bisogna calcolare la differenza di potenza (per un solo lato) tra le frecce direzionali originali e le nuove frecce, per poter ottenere questo carico bisogna procurarsi una resistenza elettrica con un determinato valore ohm, che si ottiene con il quadrato della tensione diviso per la differenza della potenza da assorbire, calcolata prima e dopo la modifica dell'impianto. Bisogna inoltre assicurarsi che la resistenza da utilizzare supporti la corrente/potenza che la investe.

## Storia
Gli indicatori di direzione sono detti anche frecce perché i primi realizzati, che furono montati agli inizi degli anni venti, erano delle sagome a forma di freccia della lunghezza di circa 20 cm, alloggiate sulle fiancate dei veicoli.
Divennero luminose nel corso degli anni, ed erano formate da un contorno metallico con i lati di plastica arancione ed una lampadina alloggiata all'interno.
Per indicare l'intenzione di svolta, la freccia veniva fatta sporgere dalla fiancata tramite l'azionamento di un interruttore, per lo più tramite elettromagnete.
L'obbligo della loro presenza (installazione) avvenne con tempi differenti a seconda dei veicoli, gli ultimi ad avere l'obbligo d'installazione furono i veicoli a due o tre ruote a partire dal 1º novembre del 1995.
I veicoli precedenti possono continuare a circolare senza dover applicare gli indicatori di direzione, ma non possono essere utilizzati per le prove d'esame.

## Alternativa

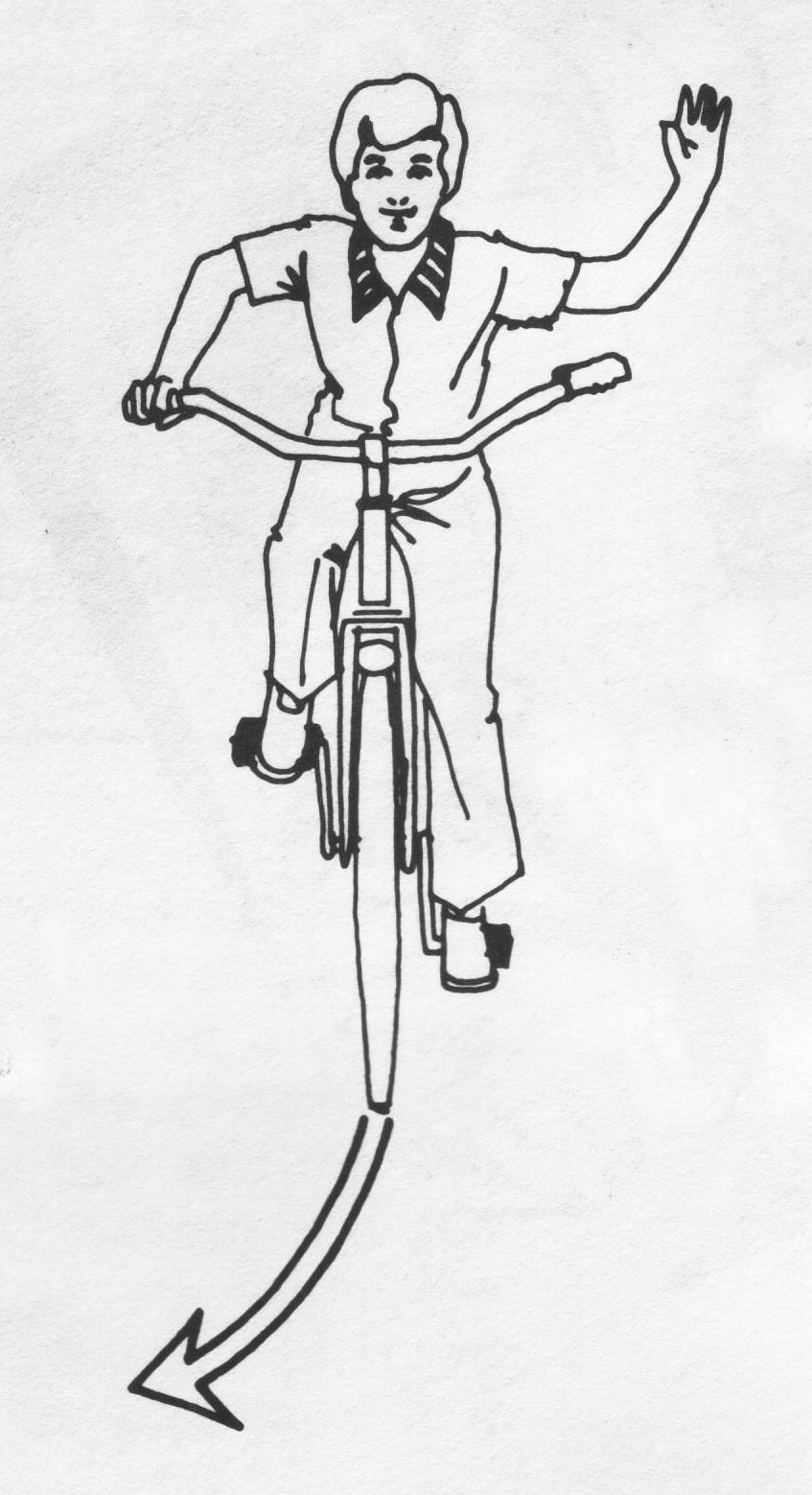
Segnale per svoltare a destra

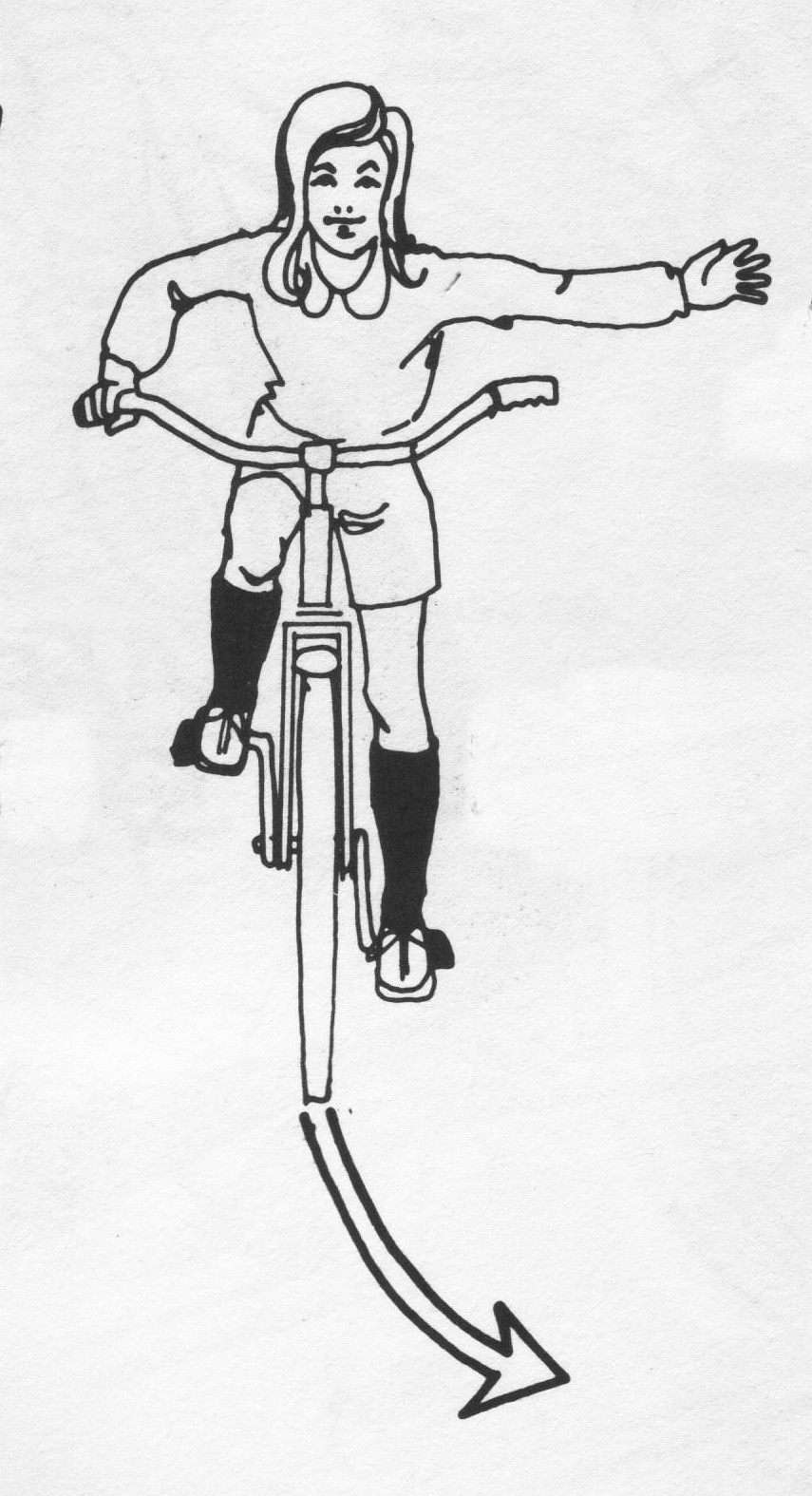
Segnale per svoltare a sinistra

In caso di malfunzionamento o se si guida un mezzo sprovvisto di tale dispositivo è possibile utilizzare le braccia per segnalare il cambio di carreggiata. In caso di svolta, il braccio da utilizzare quando si guida un ciclomotore o motociclo dovrà essere laterale alla svolta (braccio destro=freccia a destra) il quale deve essere teso e ben visibile, perpendicolare al busto, mentre in caso di guida di un'auto o camion, per l'indicazione a sinistra (nei paesi con guida a sinistra) la procedura sarà la stessa, mentre nel caso di svolta a destra si dovrà tenere il braccio piegato a 90° con la mano rivolta verso l'alto. Per quanto riguarda la bicicletta od il ciclomotore, in U.S.A. il braccio dev'essere teso verso il basso con la mano parallela al suolo.